# خور (مقاطعة فراشبند)
خور (بالفارسية: خور) هي قرية تقع في قسم نوجين الريفي في إيران. يقدر عدد سكانها بـ 171 نسمة بحسب إحصاء 2016.